# Licha lineosa
Licha lineosa är en fjärilsart som beskrevs av Walker 1865. Licha lineosa ingår i släktet Licha och familjen nattflyn. Inga underarter finns listade i Catalogue of Life.